# تراژان ۷۴۴۵
سیارک ۷۴۴۵ (به انگلیسی: 7445 Trajanus، نامگذاری:4116P-L) هفت هزار و چهارصد و چهل و پنجمین سیارک کشف شده‌است که در ۲۴ سپتامبر ۱۹۶۰ کشف شد.
قدر مطلق سیارک برابر ۱۵٫۰۰ است.
این سیاره به نام امپراتور روم، تراژان نام‌گذاری شده‌است.